# Conchocarpus cyrtanthus
Conchocarpus cyrtanthus är en vinruteväxtart som beskrevs av J. A. Kallunki. Conchocarpus cyrtanthus ingår i släktet Conchocarpus och familjen vinruteväxter. Inga underarter finns listade i Catalogue of Life.